# 六四酒案
六四酒案，又称成都酒案，是2016年发生在中华人民共和国四川省成都市的因制作六四事件纪念酒而起的事件。当年5月，时值「六四」27週年纪念日前夕，符海陸、羅富譽、張雋勇和陳兵自制瓶身印有「八酒六四」字样及坦克人图像的白酒，并在微信售卖，以纪念八九民運和六四事件。在消息传出后不久，四人即陆续被当局拘留，7月被正式逮捕。

此案在次年3月即被訴至法院，但庭審一再拖延。
自拘捕至经司法程序正式上庭前，此案所涉4人共被羁押約3年之久。他们原本被指控的罪名是“煽动颠覆国家政权”，但後來改爲“尋釁滋事”。
2019年4月，4人最终被成都市中級人民法院裁定“寻衅滋事”罪成，判囚3年至3年半不等。

## 背景

### 六四事件
隨着東歐民主化革命的浪潮，1989年4月至6月，中国大陆高校学生发起持续近两个月的全国性抗议运动。以学生和城市工人为主体的示威者要求解決貪腐問題，改善新聞自由、言論自由和社會平等，并推动中国大陸政治民主化。这场运动在6月4日以军队介入武力鎮壓而告终。此后，当时的中共主要领导人之一、民主改革派的趙紫陽被罷免，保守派的江澤民成為中共中央總書記，政治体制改革陷入停滞。這一系列事件後來被統稱爲八九民運或六四事件。
此后的数十年年间，世界各地多有纪念活动。但在中国大陆，當局欲淡化此事，故常阻止各種形式的紀念活動，敢於公開紀念「六四」者多被拘捕。例如，2014年，多位學者和活動人士在參與「六四」二十五週年紀念會後被拘捕。曾參與清場的前解放軍士兵、後成爲畫家的陈光因私下舉行一場行爲藝術活動紀念「六四」而被拘捕。

### 参与者
符海陸是四川宣汉县清溪镇人，生于1986年。他2003年参加解放军，2008年退伍。據報道，他是自2011年溫州高鐵撞車事件質疑當局的處事方式，繼而關注時政並多與維權人士接觸。他曾于2012年在北京航天航空大学就该校教授韩德强打人事件举牌抗议，后被遣返回四川。他还曾参与四川彭州石化污染事件的抗议和2016年山东疫苗案的维权。符海陆是基督徒，常去成都秋雨之福家庭教会。他还是成都读书会的成员。他曾務農，在酒案之前，他在四川省省会城市成都市打工。
张隽勇是四川成都市锦江区人，生于1970年，曾是职业司机。他曾参与2012年什邡市反对钼铜项目事件的抗议活动。
罗富誉是四川泸州市叙永县人，生于1974年，毕业于重庆三峡联大。他经营一家美甲店，同时兼职广告设计。據報道，2016年5月，成都读书会计划举行的朗诵诗歌纪念「六四」活动遭到當地警察的干擾，他冒风险前往西华大学门口，示警尚不知情的参与者。
陈兵是四川遂宁市人，生于1969年，毕业于西南石油管理学院1988级。在八九学运中，他是南充市学生运动的骨干成员。他的孪生兄弟陈卫是北京市理工大学高校自治联合会成员，在六四事件后获罪，1989年至2011年三度入狱，直至酒案之时仍在狱中。陳衛轉到四川監獄後不久，陈兵回到家鄉以爲照應，于1995年创办「成都创能机电研究所」。2003年赴越南经商，2006年回到中国。在此多年间，因参与民主运动，他时常被約談。陈兵还在2008年参与联署《零八宪章》。

## 經過

### 製酒
据辯護律師在2017年公開的起訴書称，在2016年「六四」紀念日前夕，张隽勇、罗富誉和陈兵集资9,000元，由符海陆及罗、陈二人赴四川邛崃市购买散装白酒及酒瓶、瓶盖等以备製作紀念酒。曾在三峡联大修习广告專業的罗富誉负责设计并制作纪念酒瓶身的文字及图像标识，他的设计獲其它三人认可。照片和起訴書顯示，這款紀念酒的瓶身印有「永不忘記，永不放棄」、「銘記八酒六四」、「27年记忆陈酿酒非卖品」等文字，以及「六四」標誌性事件王維林只身擋坦克的畫面。
2016年5月底，這款紀念酒經由即時聊天工具微信发售，標價「89.64」元人民幣每兩瓶。在簡易的宣傳海報中，还留有符海陆的手機号码和QR码。此後，紀念酒的照片和宣傳海報經活動人士傳播，爲外界廣泛所知。
据起诉书称，纪念酒一共卖出数十瓶，而当地警察则扣押有尚待填裝的酒瓶和瓶盖900組。

### 入狱
在紀念酒的消息傳出後不久，2016年5月28日中午，警察將符海陸從一家茶館中帶走，但當時未說明原因。次日午間，符海陸的家人收到成都成華區公安分局的拘留通知書，其上載明他「涉嫌煽動顛覆國家政權罪」，且被關押至成都市看守所。
随后的6月，参与制酒的其余3人也陆续被抓。6月9日，张隽勇被拘留。15日，罗富誉被警方带走。21日晚，陈兵在成都双流机场被带走，并在一週后取保候审。在被关押约一个月后，7月5日，符、罗、张被成都市检察院以“煽动颠覆国家政权罪”逮捕。6日，此前已取保的陈兵也被逮捕。
据报道，被拘捕的初期，他们被禁止面见其律师。直至9月底，即被捕3个月后，他们才得以首次会见律师。自2016年年中拘捕至2019年庭審前，4人被羈押约1,000日之久。他們的辯護律師因此批评该案陷入逾期羁押的『违法』状态，并指檢察院和法院有意迴避律師的聯繫，致使辯護律師不能正常了解案情。
除参与制酒的四人外，成都人马青因在社交平台新浪微博分享这款纪念酒的图片，于5月27日晚9点多钟遭多名警察自家中銬走，被以“寻衅滋事罪”拘留，後於6月21日取保候审。

### 被訴
2017年3月底，符海陆四人正式被成都市检察院诉至成都市中级法院。四人當時被羁押在成都市看守所。
據起訴書顯示，符海陸等人被控对中國「社會主義制度不滿」，故而「共谋商量制作……纪念酒」，「通過互聯網宣傳紀念一九八九年的六四事件，以達到煽動群眾顛覆國家政權的目的」。同时，检察院将此案认定为共同犯罪。
之后，此案一直拖延未审，直至2年后。

### 罪成

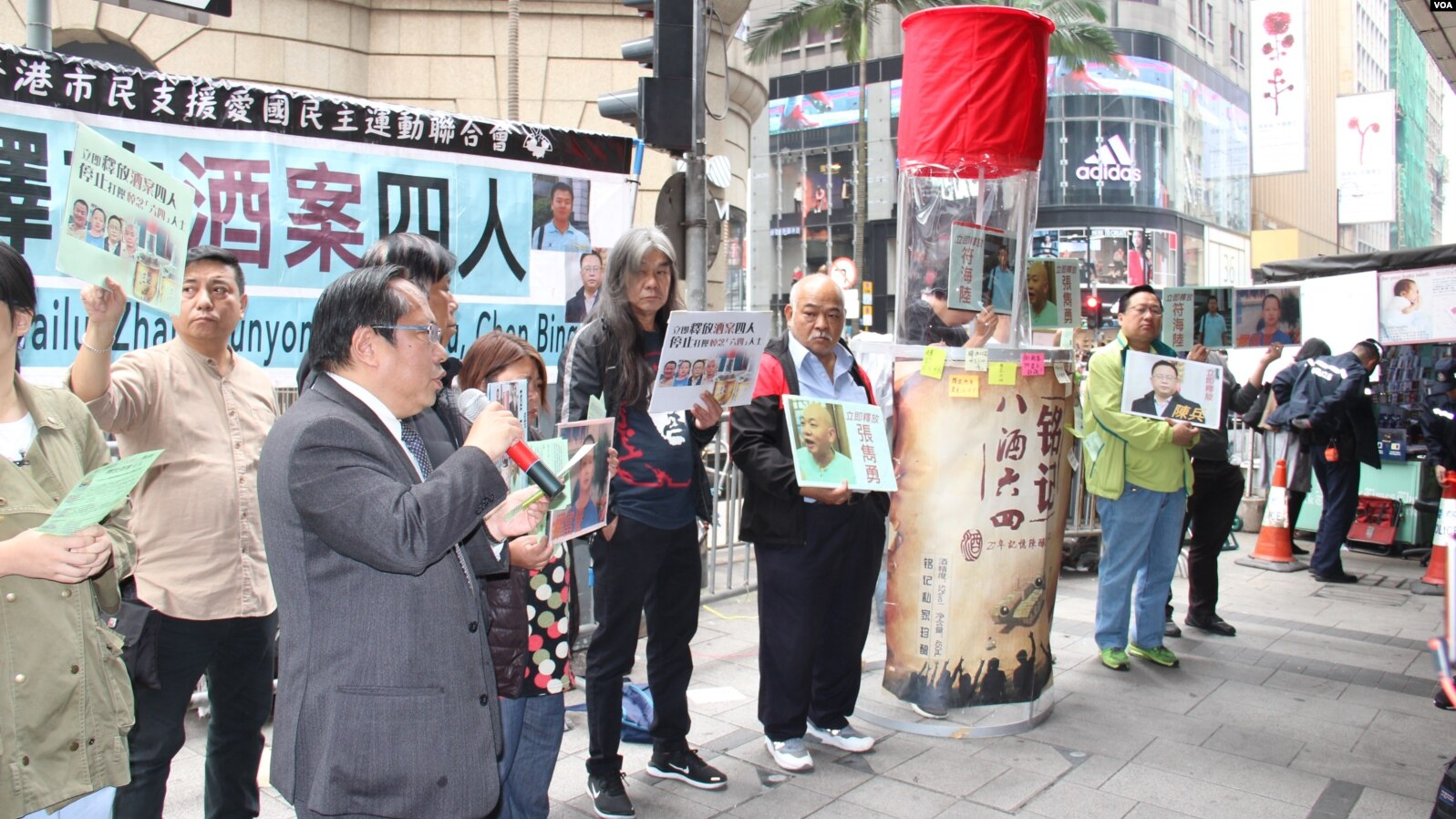
2019年4月1日香港市民支援愛國民主運動聯合會在香港街頭声援酒案四人

此案起初定於2019年3月22日上午在四川省成都市中級人民法院9號法庭審理，随后又取消。4月，儘管此案被認定爲共同犯罪，但成都中院分日分庭不公开审判案涉四人。4月1日，符海陆入庭不及一个半小时后，即被法院判定“寻衅滋事”罪成，判囚3年缓刑5年。2日，張雋勇被判3年緩刑4年。3日，羅富譽同樣被判3年緩刑4年，扣減已關押時間後同日獲釋。4日，此案審訊進入最後一天，陳兵拒絕認罪，當庭被判囚3年6個月，無緩刑。
評論指出，四人中陳兵的刑期最重，是唯一未获缓刑者。这可能是因为陈兵坚持不认罪且拒绝以官方指派的律师替换自聘的律师。此前张隽勇原本聘请的律师卢思位在2月前往看守所探望时未能面見张隽勇，而被告知已遭解聘。而至開庭前，除盧思位外，符海陸的辯護律師冉彤和羅富譽的辯護律師均已遭「解聘」。三人的家人指責這些單方面解聘未經律師與當事人會面，也沒有簽字或文書，且解聘時已臨近離開庭，律師也因此質疑解聘的法律效力。此外，法庭还驳回了陈兵的律师令两名「六四」死难者親属出庭作证的请求，并禁止其提交的证据呈堂。不過，研究者認爲，其中三人被附加的緩刑意味着他們將受到持續監視且行動受限。
香港市民支援愛國民主運動聯合會和社會民主連線在3月22日和4月1日庭審當天發起集會，聲援並要求當局釋放四人。

## 後續
2018年6月初，此时案涉4人被关押未审逾2年，广西人农定财因身穿“铭记八酒六四”文化衫被捕。
2018年6月14日，仍在牢中的陈兵获全美学自联颁“2018年度自由精神奖”。
2019年4月，刚获释但仍在缓刑之中的张隽勇三人被勒令佩戴带有监控功能的电子手錶。据报道，这款电子手錶能摄像、录音、定位和感应，以螺丝固定无法拆下，供随时监控和取证。佩带者被要求對手錶充電，一旦手錶斷電致使監控中斷，他們就可能面临重新羈押。
2019年12月31日，受刑时间最长的陈兵刑满获释，回返四川遂宁的家中。
2020年的「六四」当天，据报道，張雋勇被国内安全保卫人员帶往都江堰虹口，羅富譽、符海陸被當地「司法所」傳喚約談，陳兵则與外界失聯。